# Correzione fraterna
La correzione fraterna (in latino correctio fraterna) è una pratica di vita cristiana insegnata da Gesù (Matteo Mt 18,15-17), che consiste nel rimprovero di un amico eseguito con lo scopo di farlo redimere o, se possibile, di prevenire atti peccaminosi. Secondo Gesù non è segno di carità e di vero amore lasciare che un fratello nella fede viva senza rendersi conto del proprio peccato.
Tale concetto è differente dall'educazione come solitamente intesa, la cui premessa è il giudicare l'altro da una posizione superiore, il cui oggetto è la punizione di qualcuno che è stato scoperto essere colpevole, e il cui fine non è il vantaggio individuale del reo quanto il miglioramento del bene comune.

## Nella letteratura biblica e cristiana
L'apostolo Paolo ritorna sul tema nella lettera ai Galati (Gal 6,1), dove insiste sulla dolcezza con cui deve essere esercitata la correzione.
Sia in Gesù che in Paolo la correzione si riferisce a situazioni di peccato grave, prevede vari livelli comunitari di interventi: il singolo, alcune persone, la comunità; in caso di non ascolto da parte del peccatore sfocia nell'allontanamento dalla comunità stessa. Tale epilogo avviene nella Chiesa dei nostri tempi attraverso la comminazione delle pene canoniche: interdetto, scomunica.
Gli insegnamenti degli scrittori cristiani avvertono che la correzione fraterna è anch'essa soggetta a regole di prudenza, per non correre il rischio di esacerbare l'animo del fratello, che magari in un certo settore della propria vita non riesce – o non ancora – a produrre risultati significativi, o magari di sovraccaricarlo di responsabilità in ambiti che non lo meritano, oppure di ripetere correzioni già ricevute da altri e per le quali sta già approntando le soluzioni appropriate.

## Nel cattolicesimo
Nell'etica della Chiesa cattolica essa è, quando necessario e con la dovuta attenzione alle circostanze, un obbligo. È questa una conclusione esplicitata in un versetto del Vangelo di Matteo: "Se tuo fratello ha peccato contro di te, va' e convincilo fra te e lui solo. Se ti ascolta, avrai guadagnato tuo fratello" (Matteo 18:15).
Il Catechismo della chiesa cattolica situa tale pratica nel contesto delle molteplici forme nelle quali si realizza il cammino di conversione dei discepoli di Cristo.

### Eccezioni alla correzione fraterna
Data una condizione di afflizione spirituale sufficientemente grave da richiedere tale tipo di soccorso, questo precetto ha come pena per il mancato rispetto il peccato capitale. L'obbligo di correctio fraterna non si presenta nel caso di qualcuno che violi le leggi spirituali cattoliche non avendo precedentemente avuto la possibilità di apprenderle. 
Solitamente è dovere del cattolico riprendere il reo privatamente. Tale è, infatti, il metodo presentato da Cristo nel versetto appena citato, e ogni altro metodo contemplato da Cristo per la punizione è da applicarsi solo qualora il reo si presenti ostinato. Tuttavia ci sono alcuni casi in cui è corretto procedere differentemente. 
Per esempio:
- Quando l'offesa è pubblica
- Quando è commessa per il pregiudizio di una terza parte o perfino dell'intera comunità
- Quando può essere assolta solo dall'autorità di un superiore, esercitata paternamente
- Quando un rimprovero pubblico è necessario per evitare uno scandalo
- Quando il reo abbia già in anticipo rinunciato a qualsiasi cosa egli possedesse per avere il suo buon nome salvaguardato, come è costume in alcuni ordini religiosi.